# Pyrilia aurantiocephala
Pyrilia aurantiocephala е вид птица от семейство Папагалови (Psittacidae). Видът е почти застрашен от изчезване.

## Разпространение
Видът е разпространен в Бразилия.